# Sendaidō
Le Sendaidō (仙台道) était une route secondaire du Ōshū Kaidō, elle-même une des cinq routes du Japon. Elle reliait le terminus du Ōshū Kaidō situé à Shirakawa dans la province de Mutsu à Sendai. Elle avait été établie par Tokugawa Ieyasu pour les officiels du gouvernements qui voyageaient dans la région.

## Stations du Sendaidō
Les 41 stations du Sendaidō sont présentées dans leur ordre de succession et sont réparties selon les préfectures modernes auxquelles elles appartiennent. Le nom des municipalités modernes est indiqué entre parenthèses. Le Matsumaedō relie la fin du Sendaidō avec la pointe nord de la préfecture d'Aomori.

### Préfecture de Fukushima

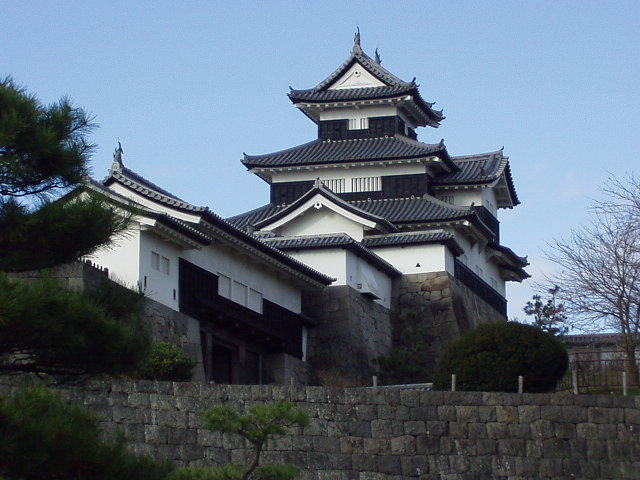
Château de Komine.

Point de départ : château de Komine (白河城, Shirakawa)
1. Neda-juku (根田宿, Shirakawa)
2. Kotagawa-juku (小田川宿, Shirakawa)
3. Ōtagawa-juku (太田川宿, Izumizaki, district de Nishishirakawa)
4. Fumase-juku (踏瀬宿, Izumizaki)
5. Yamatoku-juku (大和久宿, Yabuki, district de Nishishirakawa)
6. Nakahatashinden-juku (中畑新田宿, Yabuki)
7. Yabuki-juku (矢吹宿, Yabuki)
8. Kyūraishi-juku (久来石宿, Kagamiishi, district d'Iwase)
9. Kasaishi-juku (笠石宿, Kagamiishi)
10. Sukagawa-juku (須賀川宿, Sukagawa)
11. Sasagawa-juku (笹川宿, Kōriyama)
12. Hinodeyama-juku (日出山宿, Kōriyama)
13. Koharada-juku (小原田宿, Kōriyama)
14. Kōriyama-juku (郡山宿, Kōriyama)
15. Fukuhara-juku (福原宿, Kōriyama)
16. Hiwada-juku (日和田宿, Kōriyama)
17. Takakura-juku (高倉宿, Kōriyama)
18. Motomiya-juku (本宮宿, Motomiya)
19. Minamisugita-juku (南杉田宿, Nihonmatsu)
20. Kitasugita-juku (北杉田宿, Nihonmatsu)
21. Nihonmatsu-juku (二本松宿, Nihonmatsu)
22. Nihonyanagi-juku (二本柳宿, Nihonmatsu)
23. Hatchōme-juku (八丁目宿, Fukushima)
Asakawashinden-juku(浅川新町宿, Fukushima, ai no shuku)
24. Shimizuchō-juku (清水町宿, Fukushima)
25. Fukushima-juku (福島宿, Fukushima)
26. Senoue-juku (瀬上宿, Fukushima)
27. Kōri-juku (桑折宿, Kōri, district de Date, en commun avec le Ushū Kaidō)
28. Fujita-juku (藤田宿, Kunimi, district de Date)
29. Kaida-juku (貝田宿, Kunimi)

### Préfecture de Miyagi
30. Kosugō-juku (越河宿, Shiroishi)
31. Saikawa-juku (斎川宿, Shiroishi)
32. Château de Shiroishi (白石城, Shiroishi)
33. Miya-juku (宮宿, Zaō, district de Katta )
34. Kanagase-juku (金ヶ瀬宿, Ōgawara, district de Shibata)
35. Ōgawara-juku (大河原宿, Ōgawara)
36. Funabasama-juku (船迫宿, Shibata)
37. Tsukinoki-juku (槻木宿, Shibata)
38. Iwanuma-juku (岩沼宿, Iwanuma)
39. Masuda-juku (増田宿, Natori)
40. Nakada-juku (中田宿, Taihaku-ku, Sendai)
41. Nagamachi-juku (長町宿, Taihaku-ku)
Point d'arrivée : château de Sendai (Aoba-ku, Sendai)

## Source de la traduction
- (en) Cet article est partiellement ou en totalité issu de l’article de Wikipédia en anglais intitulé « Sendaidō » (voir la liste des auteurs).